# Buergeria

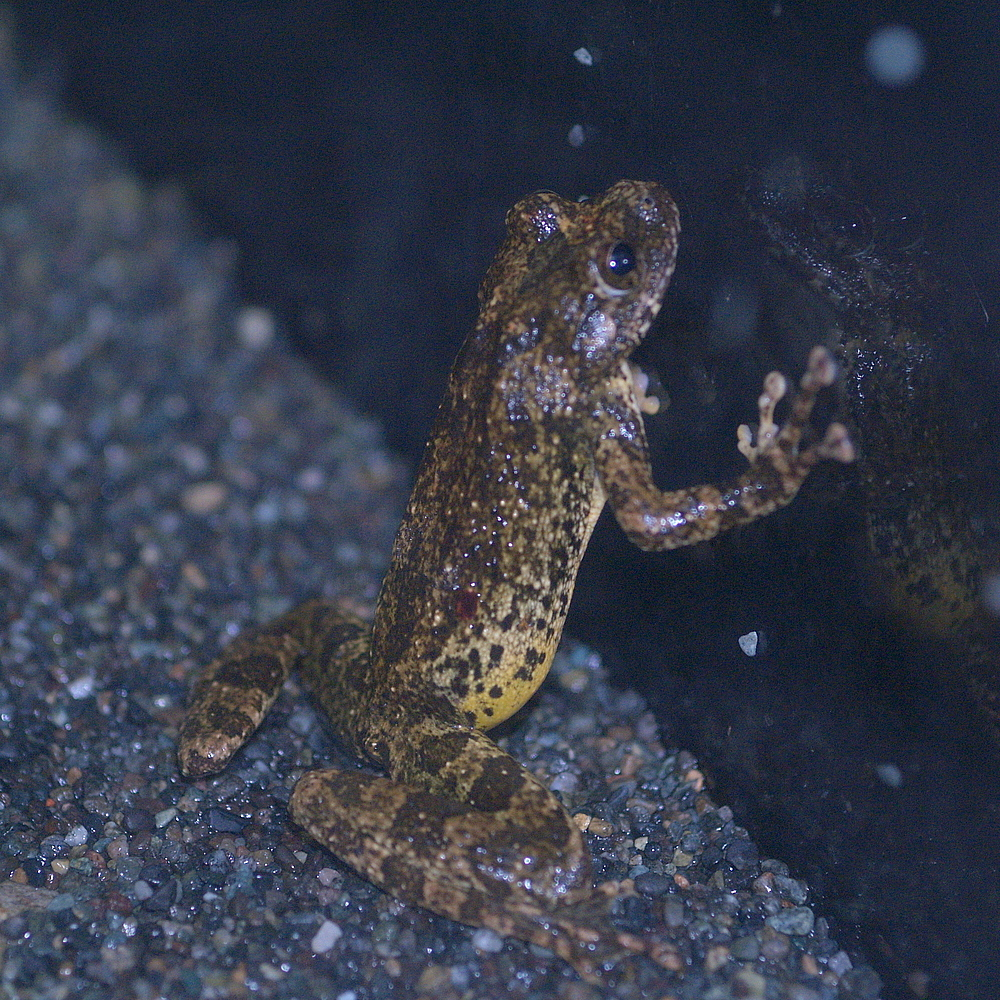
Buergeria buergeri

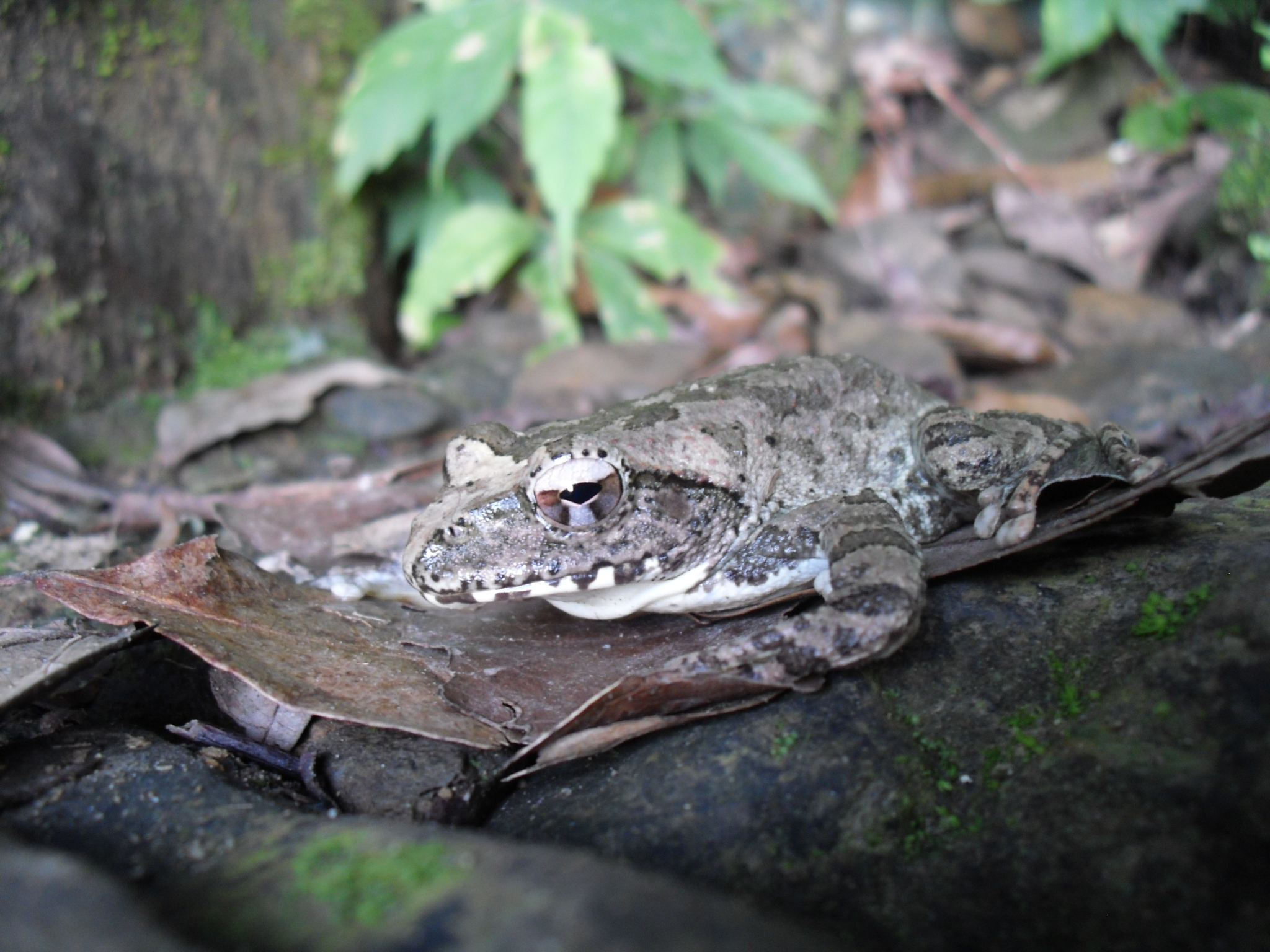
Buergeria robusta

Buergeria ist die einzige Gattung aus der Unterfamilie Buergeriinae innerhalb der Familie der Ruderfrösche. Das Vorkommen dieser Froschlurche ist auf Japan und große Inseln im Südchinesischen Meer wie  Taiwan  und Hainan beschränkt.

## Merkmale
Die Arten der Gattung Buergeria sind mittelgroße bis große Frösche mit einer Kopf-Rumpf-Länge von 4 bis 8 Zentimetern. Ihre Körperform ist relativ flach und ähnelt im Gegensatz zu den anderen Arten der Ruderfrösche der der Echte Frösche. Die Finger- und Zehenspitzen sind verbreitert. Die Schwimmhäute zwischen den Zehen sind sehr gut ausgebildet, jene an den Fingern nur bis zur Hälfte ihrer Länge.

## Lebensweise
Anders als die anderen Gattungen der Ruderfrösche, die eine direkte Entwicklung ohne freies Larvenstadium durchlaufen, oder Schaumnester in den Zweigen der Bäume errichten, vermehren sich die Arten der Gattung Buergeria, indem sie eine große Zahl von Eiern ins Wasser ablegen, aus denen sich dann Kaulquappen entwickeln, die eine Metamorphose zum fertigen Frosch durchlaufen. Die Unterfamilie Buergeriinae steht mit dieser Fortpflanzungsbiologie phylogenetisch an der Basis der Ruderfrösche.

## Verbreitung
Das Verbreitungsgebiet der Art Buergeria buergeri reicht in Japan von der Insel Honshū über Kyūshū bis Shikoku. Buergeria japonica kommt auf den zentralen Nansei-Inseln vor. Das Verbreitungsgebiet von Buergeria choui erstreckt sich vom nordwestlichen Taiwan auf die Inseln Iriomote und Ishigaki in der Yaeyama-Gruppe der japanischen Ryūkyū-Inseln. Auf Taiwan lebt auch die Art Buergeria robusta. Buergeria oxycephala ist auf der Insel Hainan beheimatet. Buergeria otai kommt nur im südlichen und westlichen Taiwan vor.

## Arten
Es werden sechs Arten zur Gattung Buergeria gezählt:
Stand: 9. Juli 2023
- Buergeria buergeri (Temminck & Schlegel, 1838)
- Buergeria choui Matsui & Tominaga, 2020
- Buergeria japonica (Hallowell, 1861)
- Buergeria otai Wang, Hsiao, Lee, Tseng, Lin, Komaki & Lin, 2018 „2017“
- Buergeria oxycephala (Boulenger, 1900 „1899“)
- Buergeria robusta (Boulenger, 1909)